# Majaland Warszawa
Majaland Warszawa – rodzinny park rozrywki otwarty 1 maja 2022 roku, położony na terenie wsi Góraszka k. Warszawy w województwie mazowieckim w Polsce. Część atrakcji znajduje się w zamkniętym pomieszczeniu, dzięki czemu park czynny jest cały rok. Tematyzacja parku oparta jest na postaci Pszczółki Mai i innych postaciach z animacji opracowanych przez Studio 100.

## Historia
11 grudnia 2020 roku wbito pierwszą łopatę pod budowę parku.
1 maja 2022 roku park został otwarty dla gości.

## Atrakcje

### Kolejki górskie
W parku znajduje się 1 kolejka górska (2022):
| # | Nazwa                  | Producent | Data otwarcia | Typ               | Wysokość [m] | Prędkość [km/h] | Status | Źródło |
| - | ---------------------- | --------- | ------------- | ----------------- | ------------ | --------------- | ------ | ------ |
| 1 | Rollercoaster Wikingów | Zierer    | 1 maja 2022   | stalowa dziecięca | 9            | 38,9            | działa | [ 4 ]  |

### Pozostałe atrakcje
W parku Majaland Warszawa znajdują się, poza kolejkami górskimi, jeszcze 27 innych atrakcji dla dzieci i dorosłych.
| #  | Nazwa                  | Opis                                                                                                |
| -- | ---------------------- | --------------------------------------------------------------------------------------------------- |
| 1  | Farma Heidi            | Mini zoo.                                                                                           |
| 2  | Klasa Heidi            | Zajęcia edukacyjne dla dzieci.                                                                      |
| 3  | Tańcząca fontanna      | Interaktywna fontanna.                                                                              |
| 4  | Karuzela kwiatów       | Karuzela rodzinna z efektami wodnymi, o gondolach stylizowanych na wielkie kwiaty.                  |
| 5  | Karuzela dinozaurów    | Karuzela rodzinna o gondolach stylizowanych na dinozaury.                                           |
| 6  | Mali strażacy          | Interaktywna atrakcja z elementami wodnymi.                                                         |
| 7  | Przygoda z Filipem     | Przejazd pojazdami stylizowanymi na świerszcze wśród dekoracji po jednoszynowym torze.              |
| 8  | Plac zabaw Gucia       | Plac zabaw.                                                                                         |
| 9  | Miasteczko samochodowe | Tor do nauki zasad ruchu drogowego dla najmłodszych.                                                |
| 10 | Wulkan                 | Ścianka wspinaczkowa o kształcie stożka, z którego szczytu na dół prowadzi zjeżdżalnia.             |
| 11 | Zakręcona farma        | Niewielka karuzela z siedziskami stylizowanymi na zwierzęta.                                        |
| 12 | Teatr                  | Przedstawienia z udziałem postaci z animacji Studio 100.                                            |
| 13 | Karuzela motyli        | Karuzela łańcuchowa z efektem pochylania się na boki, o dekoracjach w postaci motyli.               |
| 14 | Plac zabaw Mai         | Plac zabaw.                                                                                         |
| 15 | Las zabaw              | Tor przeszkód.                                                                                      |
| 16 | Kulki                  | Suchy basen wypełniony plastikowymi kulkami.                                                        |
| 17 | Samochodziki           | Klasyczne samochody elektryczne.                                                                    |
| 18 | Sky Fly                | Do ramienia o wysokości 22 m podwieszonych jest 12 jednoosobowych gondol stylizowanych na samoloty. |
| 19 | Super ślizg            | Zjeżdżalnia na matach.                                                                              |
| 20 | Szkoła latania         | Karuzela napędzana przez pasażerów przy pomocy pedałów.                                             |
| 21 | Totem Wikingów         | Niewielka wieża swobodnego spadania.                                                                |
| 22 | Tratwa                 | Spływ tratwą po niewielkim stawie, którą należy przeciągnąć z brzegu na brzeg przy pomocy liny.     |
| 23 | Wielki Drakkar         | Atrakcja wodna z efektami wzburzonej wody.                                                          |
| 24 | Żabki                  | Niewielka karuzela o gondolach w kształcie żab poruszających się w górę i w dół.                    |
| 25 | Łódeczki               | Podróż małą łódką po stawie.                                                                        |
| 26 | Łodzie Wikingów        | Karuzela z efektami wodnymi z gondolami stylizowanymi na łodzie Wikingów.                           |
| 27 | Dyskoteka              | Dyskoteka.                                                                                          |